# Renata Siegrist-Bachmann
Renata Siegrist-Bachmann (* 7. März 1959 in Zofingen) ist eine Schweizer Feldenkrais-Pädagogin und ehemalige Politikerin (GLP). Sie gehörte von 1993 bis 2020 dem Grossen Rat des Kantons Aargau an. Sie war dort die erste grünliberale Grossratspräsidentin.

## Leben und Politik
Renata Siegrist-Bachmann wuchs in Zofingen mit zwei jüngeren Geschwistern auf. Ihre Mutter stammte aus Südtirol und versorgte auch Pflegekinder. Siegrist-Bachmann absolvierte eine Lehre als Medizinische Praxisassistentin (MPA) und lebte bis 1990 in Baden, Winterthur und Südafrika. Zurückgekehrt wurde sie in die Schulpflege und später in den Zofinger Einwohnerrat gewählt. Nach neun Jahren in der FDP wechselte sie zur Grünliberalen Partei.
Siegrist-Bachmann zog am 30. April 2013 in das Kantonsparlament ein. Dort nahm sie Einsitz in der Kommission Gesundheit und Sozialwesen. Als Vertreterin einer Nicht-Regierungspartei war sie im Amtsjahr 2019/20 Präsidentin des Grossen Rates. Vizepräsidentin und Nachfolgerin war Edith Saner (Mitte).
Siegrist-Bachmann arbeitete als selbstständige Feldenkrais-Pädagogin. Sie ist verheiratet, Mutter von zwei erwachsenen Kindern und wohnt in Zofingen. Sie war Vizepräsidentin der Frauenzentrale Aargau, Präsidentin von Sexuelle Gesundheit Aargau (Seges) sowie Vorstand des Spitalvereins Zofingen.

## Belege
1. 1 2 3  Eva Berger: Über viele Wege zur höchsten Aargauerin: «Möchte Menschen Mut machen, zu ihrer Meinung zu stehen» (mit Foto). In: Aargauer Zeitung vom 8. Januar 2019; abgerufen am 22. März 2025.
2. ↑  Lisa Kwasny: Sturzversuch, Karriereschub und Teppichklopfer: Das sind alle Präsidentinnen und Präsidenten der letzten 100 Jahre. In: Aargauer Zeitung vom 7. Januar 2025; abgerufen am 22. März 2025.

| Personendaten    | Personendaten               |
| ---------------- | --------------------------- |
| NAME             | Siegrist-Bachmann, Renata   |
| KURZBESCHREIBUNG | Schweizer Politikerin (GLP) |
| GEBURTSDATUM     | 7. März 1959                |
| GEBURTSORT       | Zofingen, Schweiz           |